# Opopanax chironium
Opopanax chironium (L.) W.D.J.Koch, 1824, noto comunemente come mirra dolce o mirra bisabololo, è una pianta della famiglia delle Apiacee.

## Descrizione
Cresce da uno a tre metri di altezza con rizoma grosso, lungo fino a 60 centimetri, e produce una grande infiorescenza gialla.

## Distribuzione e habitat
La pianta prospera in climi caldi come l'Iran, l'Italia, la Grecia, la Turchia e la Somalia, ma riesce a crescere anche in climi più freschi, benché gli Opoponax coltivati in questi climi vengono visti come di qualità inferiore.

## Usi
Può essere estratta dall'opoponaco una resina di consumo, tagliando la base dello stelo ed essiccando al sole il liquido giallo-dorato che ne fuoriesce. Anche se spesso le persone trovano il suo sapore acre e amaro, la resina può essere bruciata come incenso per produrre un profumo simile al balsamo o alla lavanda. La resina è stata utilizzata nel trattamento degli spasmi, ed in precedenza anche come emmenagogo, nel trattamento di asma, infezioni croniche viscerali, isteria e ipocondria. L'opoponaco è utilizzato anche nella produzione di alcuni profumi.